# Klara Livk
Klara Livk (22 dicembre 1994) è un'ex sciatrice alpina slovena.

## Biografia
Specialista delle prove tecniche attiva dal novembre del 2009, Klara Livk ha esordito in Coppa Europa l'8 gennaio 2015 a Melchsee-Frutt in slalom speciale e in Coppa del Mondo il 12 gennaio 2016 a Flachau nella medesima specialità, in entrambi i casi senza completare la prova; sempre in slalom speciale ha ottenuto il miglior piazzamento in Coppa Europa, il 18 febbraio 2018 a Bad Wiessee (5ª), ha preso per l'ultima volta il via in Coppa del Mondo, il 16 febbraio 2020 a Kranjska Gora senza qualificarsi per la seconda manche (non ha portato a termine nessuna delle 16 gare nel massimo circuito nella quali ha preso il via), e in Coppa Europa, il 1º marzo seguente a Bad Wiessee (12ª). In seguito ha saltuariamente disputato gare FIS fino al marzo del 2022; non ha preso parte a rassegne olimpiche o iridate.

## Palmarès

### Coppa Europa
- Miglior piazzamento in classifica generale: 60ª nel 2018

### Campionati sloveni
- 7 medaglie:
  - 2 argenti (supergigante nel 2016; combinata nel 2017)
  - 5 bronzi (supergigante nel 2012; combinata nel 2016; supergigante, slalom gigante nel 2017; slalom gigante nel 2018)